# 中华民谣
中华民谣是中華人民共和國一首歌曲，初创于1989年，由张晓松、冯晓泉作词，冯晓泉作曲，原唱是孙浩。歌曲中有部分歌詞在中國古典诗词基礎上改編，如“朝花夕拾”、“山外青山”等。歌曲的音调是在民歌《孟姜女》的前半部分的基础上加工而成。
1994年，孙浩以《中华民谣》作为参加“第六届（通业杯）全国青年歌手电视大奖赛”的决赛曲目。该歌曲也获當屆比賽作品一等奖。1995年再获中央人民广播电台評選的 “95十大金曲”，并于同年获北京音乐台“中国歌曲排行榜”金曲奖。該歌曲還登上1995年中国中央电视台春节联欢晚会。